# Мариън (окръг, Флорида)
Окръг Мариън (на английски: Marion County) е окръг в щата Флорида, Съединени американски щати. Площта му е 4307 km², а населението – 375 908 души (1 април 2020). Административен център е град Окала.